# تخت دوطبقه

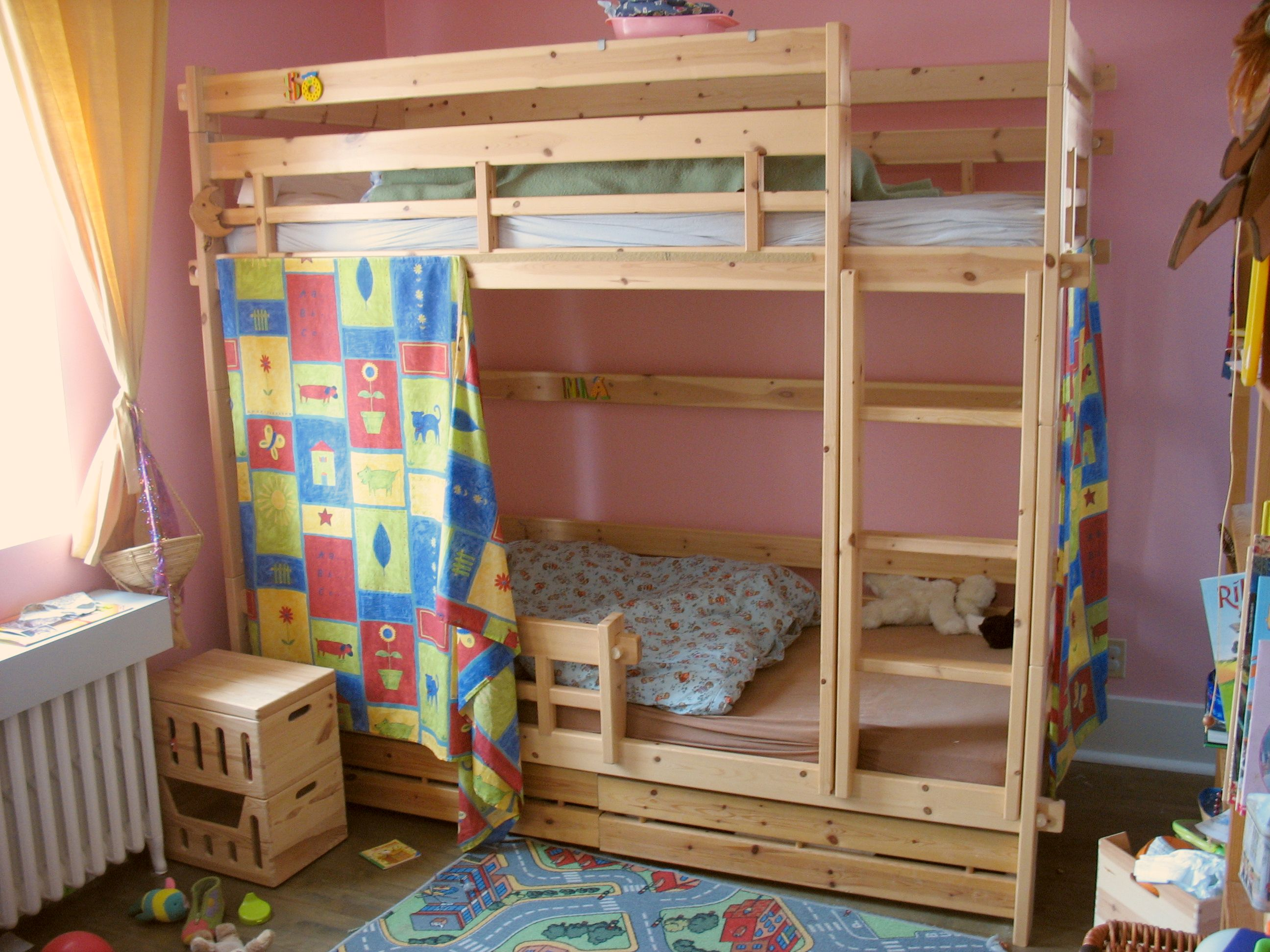
تخت دوطبقه کودک

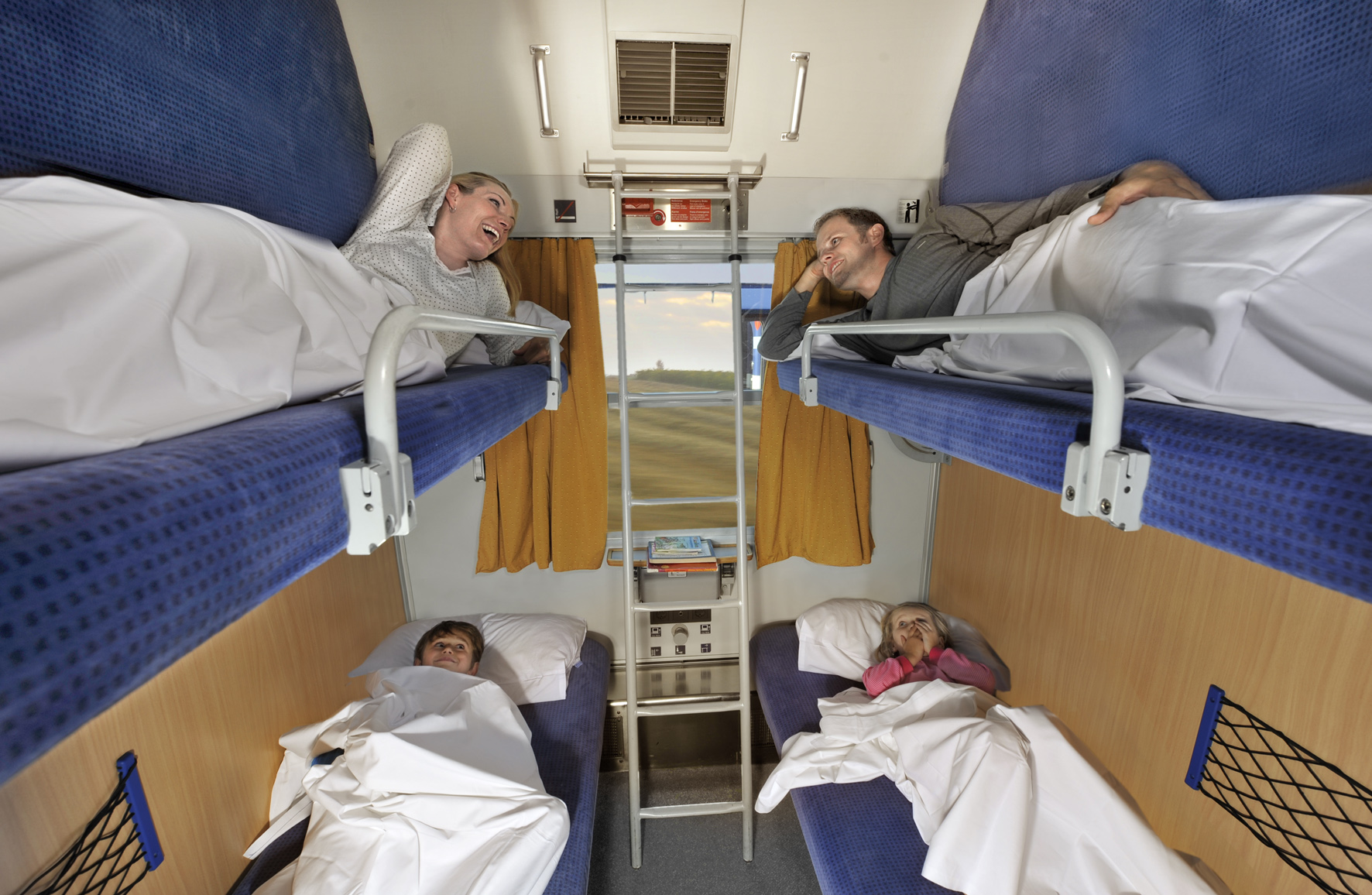
تخت‌های دوطبقه در یک واگن قطار

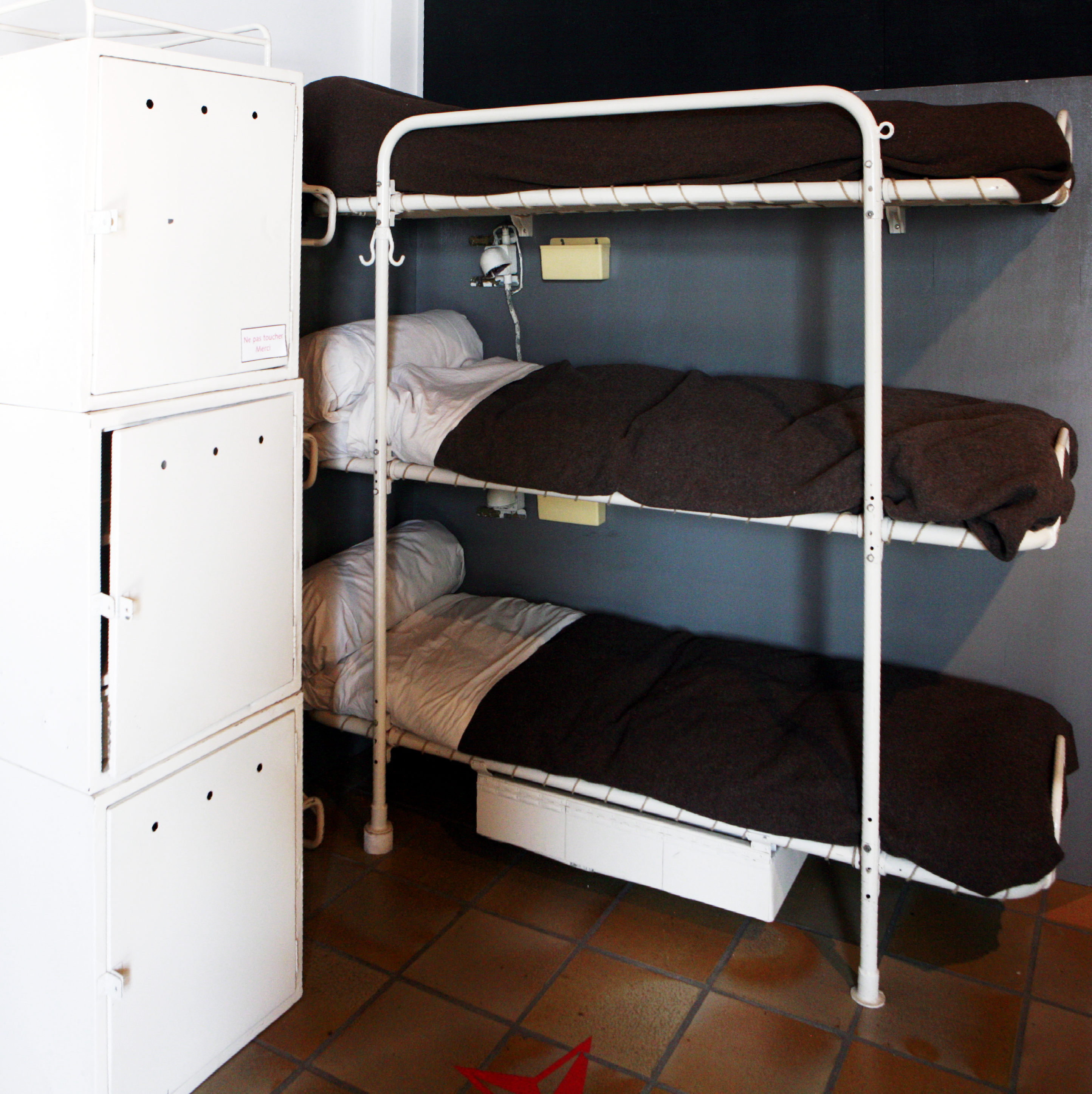
تخت چندطبقه در ناو هواپیمابر فرانسوی کلمنسو.

تخت دوطبقه گونه‌ای از تخت‌خواب است که در آن چارچوب و بدنه یک تخت‌خواب بر روی تخت‌خواب دیگر قرار گرفته تا بدین‌وسیله امکان خوابیدن دو نفر در یک اتاق با اشغال فضای کمتر ایجاد شود. از تخت‌های دوطبقه یا چندطبقه در مکان‌هایی مانند کشتی‌ها، هواپیماها، سربازخانه‌ها و غیره که فضای کف آن‌ها محدود است استفاده می‌شود.
خوابگاه‌های دانشجویی، کابین‌های اردوهای تابستانه، اتاق کودک، و سلول‌های زندان از دیگر مکان‌هایی است که تخت‌های دوطبقه در آن‌ها قرار داده می‌شود.
تخت‌های دوطبقه را معمولاً برای استواری، به ستون یا دیوار تکیه داده یا قابی چهارمیله‌ای در اطراف آن کار می‌گذارند. بین تخت پایینی و تخت بالایی نیز نردبانی عمودی قرار داده می‌شود. در بخش باز تخت بالایی معمولاً نرده‌هایی برای امنیت و جلوگیری از افتادن شخص کار گذاشته می‌شود و در برخی مدل‌ها، تخت پایینی به منظور رعایت حریم شخصی دارای پرده است.
به خاطر ارتفاع تخت بالایی از زمین و وجود نردبان، خوابیدن در تخت‌های بالایی برای کودکان زیر ۶ سال توصیه نمی‌شود.
گاه در این نوع تخت‌ها تخت‌خواب زیرین را برمی‌دارند و تنها تخت بالایی در چارچوب باقی می‌ماند و از این طریق فضای زیر تخت را نیز برای قرار دادن وسایل آزاد می‌کنند.
از جمله معایب تخت‌های دوطبقه اختلاف دما در تخت پایینی و بالایی در اتاق‌های با ارتفاع کم است. همیشه دمای تخت بالایی از پایینی بیشتر است و مشکل است که دمای اتاق را برای دوطبقه تنظیم کرد. این مشکل ممکن است برای سالن‌های با ارتفاع بیش از ۳٫۵ متر پیش نیاید.